# Cyclocheilaceae
Cyclocheilaceae is een botanische naam, voor een familie van tweezaadlobbige planten. Een familie onder deze naam wordt zelden erkend door systemen van plantentaxonomie, maar wel door het APG-systeem (1998), dat haar plaatst in de orde Lamiales. Het APG II-systeem (2003) erkent de familie niet en plaatst deze planten in de familie Orobanchaceae.
Het gaat om een heel kleine familie.